# أغوستين أوريون
أغوستين اجناسيو أوريون  ( Agustín Ignacio Orión ) لاعب كرة قدم أرجنتيني، يلعب كحارس مرمى في نادي بوكا جونيورز الأرجنتيني، ويشارك مع منتخب الأرجنتين لكرة القدم ، وهو ضمن تشكيلته في كأس العالم 2014 المقامة في البرازيل .

## روابط خارجية
- أغوستين أوريون على موقع الاتحاد الدولي (مؤرشف)  (الإنجليزية)
- أغوستين أوريون على موقع قاعدة بيانات كرة القدم.إي يو (الإنجليزية)
- أغوستين أوريون على موقع ناشيونال فوتبول تيمز (الإنجليزية)
- أغوستين أوريون على موقع Soccerway.com (الإنجليزية)
- أغوستين أوريون على موقع AS.com (الإسبانية)